# Перієць (комуна, Яломіца)
Перієць, Перієці (рум. Perieți) — комуна у повіті Яломіца в Румунії. До складу комуни входять такі села (дані про населення за 2002 рік):
- Місляну (866 осіб)
- Пелтінішу (624 особи)
- Перієць (1320 осіб)
- Стежару (416 осіб)
- Фундата (441 особа)

Комуна розташована на відстані 91 км на схід від Бухареста, 9 км на захід від Слобозії, 119 км на захід від Констанци, 114 км на південний захід від Галаца.

## Населення
За даними перепису населення 2002 року у комуні проживали 3667 осіб. Усі жителі комуни рідною мовою назвали румунську.
Національний склад населення комуни:
| Національність | Кількість осіб | Відсоток |
| -------------- | -------------- | -------- |
| румуни         | 3663           | 99,9%    |
| цигани         | 4              | 0,1%     |

Склад населення комуни за віросповіданням:
| Релігія       | Кількість осіб | Відсоток |
| ------------- | -------------- | -------- |
| православні   | 3582           | 97,7%    |
| адвентисти    | 38             | 1,0%     |
| реформати     | 11             | 0,3%     |
| римо-католики | 1              | < 0,1%   |